# Centaurea hymettia
Centaurea hymettia — вид квіткових рослин айстрових (Asteraceae). Ендемік Греції (Аттика: гора Імітос).
Centaurea hymettia майже завжди має 2-перистороздільну або 1-перисторозділену з 6-9 первинними сегментами по обидві сторони середньої жилки, тоді як C. laureotica часто має перисто-роздільну або 2-перисторозділену та рідко має більше ніж 6 первинних сегментів. Існування рослин C. hymettia з 3-перисторозсіченим листям заслуговує на увагу, оскільки, наскільки відомо, 3-перисторозсічені листки були помічені лише у C. kalambakensis Freyn & Sint. і C. peucedanifolia Boiss. & Orph. серед грецьких таксонів цього розділу.